# Стародубское (Ставропольский край)
Староду́бское — село в Будённовском районе (муниципального округа) Ставропольского края России.

## Варианты названия
- Старо-Дубское,
- Стародубка[4],
- Маслов Кут

## География
Стародубское расположено на низменной равнине.
Расстояние до краевого центра: 170 км.
Расстояние до районного центра: 36 км.

## История
Дата основания: 4 октября 1773 (по другим данным — 1763 или 1885 год:30). Первоначально здесь находилось урочище Маслов Кут (сохранилось в названии местной ж/д станции), названное так по фамилии владельцев Масловых, пока последние не продали своё поместье помещику Калантарову. С 1788 г. в селе имелась деревянная церковь в честь свт. Николая Чудотворца (разрушена в 1930-е годы). Стародубским село прозвалось после того, как здесь уже в XIX столетии поселилось много выходцев из Стародубского уезда Черниговской губернии. Население в основном занималось земледелием, скотоводством и рыболовством. Сюда переселялись вольные батраки и беглые крепостные крестьяне из центральных губерний России в поисках свободы и плодородных земель.
Издание «Кавказский край: Природа и люди» (1895 год), говоря о садоводстве и виноградарстве Северного Кавказа, отмечало что своими виноградниками отличались селения Маслов-Кут, Бургун-Маджары, Прасковея, Владимировка и город Святой крест. Население этих поселений большей частью было армянским, и именно оно и начало здесь впервые культивировать виноградную лозу
С 1925 по 1929 год в селе Стародубском существовало «Русско-американское акционерное общество».
До 16 марта 2020 года село было административным центром упразднённого Стародубского сельсовета.

## Крестьянское восстание 1853 года
Маслов Кут вошёл в историю российского крепостного права как место одного из крупнейших в послепугачёвскую эпоху крестьянских восстаний.
Чашу людского терпения переполнила внезапная оттепель в январе 1853 года. Местный помещик Герасим Калантаров приказал наполнить погреба льдом; его управляющий, выжидавший сильных морозов, просчитался, в оттепель река вскрылась, и он буквально загнал десятки подневольных людей в ледяную воду «ловить» обломки льда.
Проблема состояла в том, что изначально на этих пустынных землях, принадлежавших светлейшему князю Г. А. Потёмкину, по его приглашению селились государственные, то есть лично свободные, крестьяне, которые впоследствии были закрепощены императрицей Екатериной II по просьбе её фаворита Платона Зубова, ставшего владельцем Маслова Кута после смерти Потёмкина. Потомки первых переселенцев ещё помнили о «воле» дедов и прадедов. Чрезмерные требования и жестокое обращение вызвали взрыв негодования у тех, чьи недальние предки в поисках свободы угодили в рабство. В этом стихийном движении участвовало более 2000 крестьян. «Мы хотим воли»,— заявляли они.
Восстание длилось с 26 января по 6 февраля 1853 года. Выступление было подавлено регулярной армией, причём против крестьян действовали не только пехота и кавалерия, но и артиллерия, давшая по толпе полтора десятка залпов картечью. Общее количество убитых и умерших от ран, по официальным данным, составило 123 человека, тяжело ранено 158. По более достоверным подсчётам местного причта — только убитых насчитывалось около 550 человек.
По распоряжению командующего войсками на Кавказской линии и в Черномории генерала Н. С. Заводовского следствие по этому делу возглавил генерал-майор Д. А. Всеволожский, управляющий Кавказскими минеральными водами, уже имевший двадцатью годами ранее опыт серьёзного уголовно-политического расследования. После более чем полугодового всестороннего изучения материалов дела и свидетельских показаний комиссия под его председательством представила 29-томный доклад, содержавший, в числе прочего, выводы о причинах восстания и чинившихся крепостным притеснениях. По итогам её работы Николай I не только снял Герасима Калантарова с должности губернского предводителя дворянства, но и выразил глубочайшее Высочайшее неудовольствие в адрес всего дворянского собрания Ставропольской губернии, неоднократно избиравшего столь одиозную личность на такой высокий пост. Гнев императора стал настоящим шоком для местных дворян-крепостников, не ожидавших ничего подобного.
Что касается крестьян, то основные зачинщики погибли при подавлении восстания, прочие же были показательно приговорены не только к каторге или ссылке, но и к жесточайшим телесным наказаниям, но затем все они были амнистированы в связи с восшествием на престол нового императора Александра II.
О крестьянском восстании писателем А. Коротиным был написан исторический роман «Маслов Кут», опубликованный Ставропольским книжным издательством.

## Население
| 1897  | 1903  | 1925  | 1926  | 1989  | 2002  | 2010  | 2012  | 2014  |
| ----- | ----- | ----- | ----- | ----- | ----- | ----- | ----- | ----- |
| 1608  | ↗3660 | ↘3237 | ↘2374 | ↗3332 | ↗4032 | ↗4370 | ↘4324 | ↗4500 |
| 2021  |       |       |       |       |       |       |       |       |
| ↘4340 |       |       |       |       |       |       |       |       |

Гендерный состав
По итогам переписи населения 2010 года проживали 2043 мужчины (46,75 %) и 2327 женщин (53,25 %).
Национальный состав
По итогам переписи населения 2010 года проживали следующие национальности (национальности менее 1 %, см. в сноске к строке "Другие"):
| Национальность | Численность | Процент |
| -------------- | ----------- | ------- |
| Русские        | 2626        | 60,09   |
| Цыгане         | 456         | 10,43   |
| Армяне         | 340         | 7,78    |
| Турки          | 304         | 6,96    |
| Табасараны     | 121         | 2,77    |
| Даргинцы       | 102         | 2,33    |
| Удины          | 78          | 1,78    |
| Корейцы        | 62          | 1,42    |
| Аварцы         | 61          | 1,40    |
| Азербайджанцы  | 55          | 1,26    |
| Другие         | 165         | 3,78    |
| Итого          | 4370        | 100,00  |

## Инфраструктура
- Администрация муниципального образования Стародубского сельсовета
- Центр культуры, досуга и спорта
- Библиотека. Открыта 15 июня 1958 года[23]
- Врачебная амбулатория. Открыта 2 февраля 1963 года[24]
- Два фельдшерских пункта, три аптеки.
- Торговое и бытовое обслуживание населения посёлка осуществляют 24 торговые точки и 2 торговых павильона, есть 2 предприятия общественного питания, 3 пекарни, парикмахерская.
- Сбербанк, Доп.офис № 1812/024
- К западу от села расположено общественное открытое кладбище площадью 47 тыс. м²[25].

## Учебные заведения
- Детский сад № 6 «Колокольчик»
- Детский сад № 32 «Пчёлка»
- Средняя общеобразовательная школа № 7 (на 600 мест). Открыта 15 сентября 1940 года[26]
- Детская музыкальная школа

## Экономика
Важнейшими производственными объектами на территории поселения являются: ООО «Новостародубское» (284 человека работающих, растениеводство, животноводство), ЗАО «Памятный» (75 человек, растениеводство), ЗАО «Вина Прикумья 2000» (202 человека, виноградарство, садоводство, растениеводство, переработка винограда), ОАО «Стародубский элеватор» (94 человека, хранение и отгрузка зерна).

## Русская православная церковь
- Тихвинская церковь[28]

## Памятники
- Бывший помещичий дом Калантаровых, около которого в 1853 году произошла расправа над воставшими крестьянами села Маслов Кут.  261610490900005
- Могила красных партизан, погибших в годы гражданской войны. 1919[29].  261610490890005
- Могила красноармейцев И. И. Корниенко и П. С. Курушкина, казнённых белогвардейцами.  261610490880005
- Хранилище. 1911 год.  261610490760005

## Люди, связанные с селом
- Пригара, Александр Яковлевич (1912, село Стародубское — 1972) — Герой Советского Союза